# Макото, Асано
Асано Макото (яп. 浅野節; 1899, Японская империя — 1945, Маньчжурия) — командир Отряда «Асано» (1938—1943), полковник Квантунской Армии.

## Биография
Служил в Квантунской армии. Участник Маньчжурской операции 1931—1932 годов. Был ранен. Отправлен в запас в чине майора. Командир отряда «Асано» в 1938—1943 годах, состоявшего из русских эмигрантов и формально входившего в состав армии Маньчжоу-го. Дослужился до звания полковник. После нападения Германии на СССР 22 июня 1941 году заявил, что борьба против СССР — это борьба всех народов против коммунистов, в том числе и русских эмигрантов. В конце 1943 года снят с должности. Участвовал в призывных мероприятиях в Русские воинские отряды Маньчжурской императорской армии. В марте 1945 года Асано заявил, что «жертвенный дух японцев победит гордящегося материальным превосходством врага. Силы Небес — за тех, кто борется за правду». Призывал русских бойцов брать пример с георгиевских кавалеров и воинов Японии. В августе 1945 года, не желая попасть в советский плен, покончил с собой.